# وان بوستون پلیس
وان بوستون پلیس یک مجتمع مسکونی و آسمان‌خراش واقع در ماساچوست، ایالات متحده آمریکا می‌باشد و پروژه ساخت آن در سال ۱۹۷۰ به پایان رسید. تعداد طبقاتش ۴۱ است.

## نگارخانه

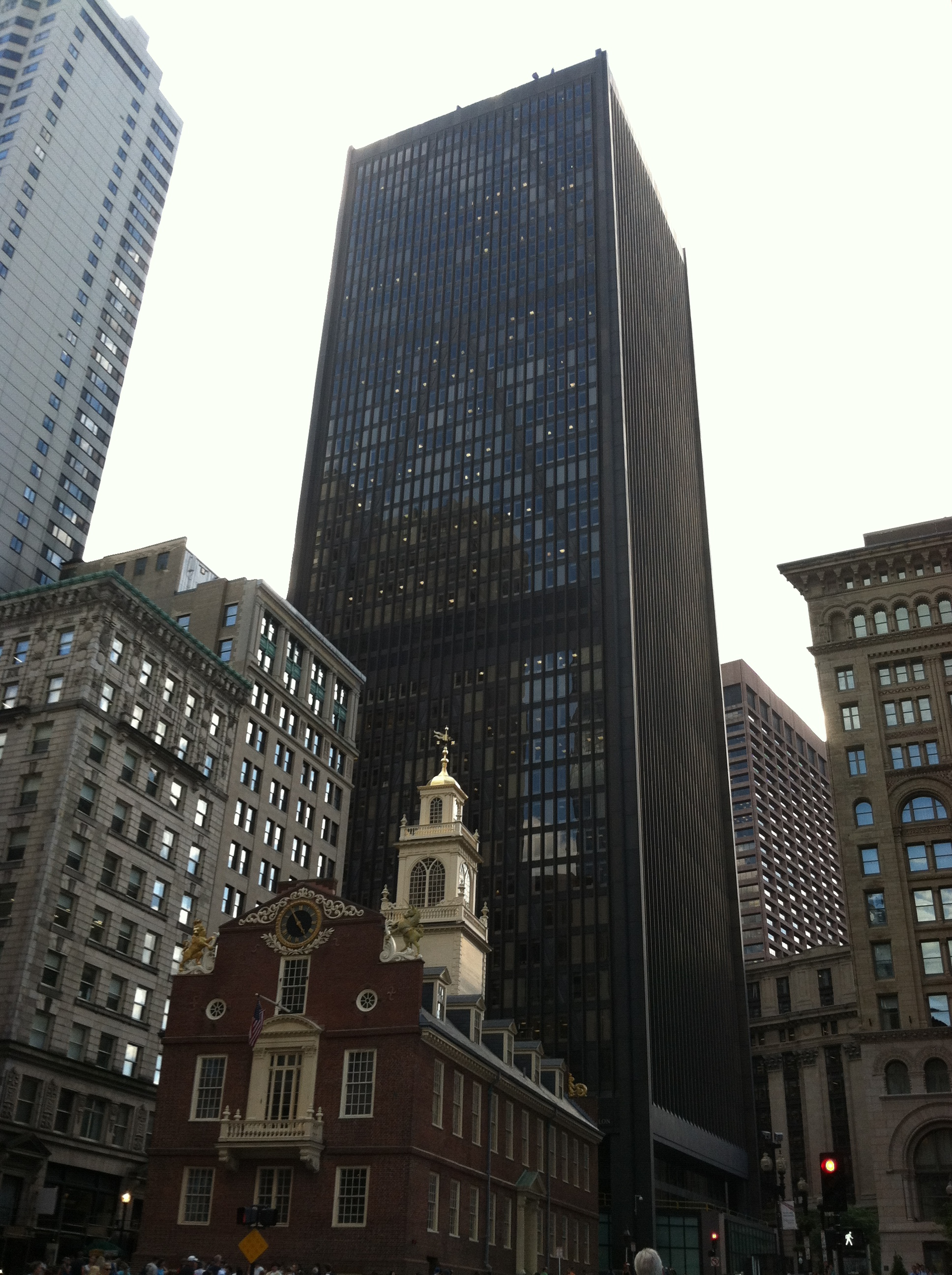